# Уилсон, Луис Хью
Луис Хью Уилсон-младший (11 февраля 1920 — 21 июня 2005) — 26-й комендант корпуса морской пехоты США, награждённый медалью Почёта за свои действия в битве за Гуам.

## Биография
Родился в городе Брандон, штат Миссисипи. В 1941 окончил колледж Милсапс в г. Джексон, столице штата Миссисипи со степенью бакалавра искусств, там он играл в футбол и занимался бегом. Он был членом отделения Альфа Йота братства Пи Каппа Альфа, начавшегося 23 февраля 1939.
В мае 1941 Уилсон вступил в ряды корпуса морской пехоты, в ноябре того же года получил звание второго лейтенанта. После завершения базового курса подготовки офицеров он был зачислен в 9-й полк морской пехоты на базе корпуса в Сан-Диего, штат Калифорния.
В феврале 1943 лейтенант Уилсон вместе с 9-м полком отправился на тихоокеанский театр боевых действий, участвуя в битвах за Гуадаканал, Эфат и Бугенвиль. В апреле 1943 он был произведён в капитаны. В ходе высадки на о. Гуам 25-26 июля 1944 командуя ротой F, 2-го батальона 9-го полка Уилсон заслужил высочайшую американскую награду за проявленный героизм в бою, когда его рота отразила атаки и уничтожила превосходящего числом противника. Получив ранения, он был эвакуирован в военно-морской госпиталь в Сан-Диего, где пребывал до 16 декабря 1944.
Вернулся к службе на пост командира роты D в казармах морской пехоты базы Кемп-Пендлтон, штат Калифорния. В декабре 1944 он был переведён в г. Вашингтон где служил командиром подразделения в казармах морской пехоты. Находясь в Вашингтоне он получил медаль почёта из рук президента Трумэна. В марте 1945 Уилсон был произведён в майоры.
С июня 1946 по август 1951 майор Уилсон занимал посты декана и помощника директора института корпуса морской пехоты, адъютанта командующего тихоокеанскими силами морской пехоты, исполняющего обязанности командира районной станции набора рекрутов в Нью-Йорк-сити.
В ноябре 1951 Уилсон, находясь в Куантико, штат Виргиния был произведён в подполковники и занимал посты командира 1-го учебного батальона базовой школы, командира лагеря Баретт, служил в канцелярии базовой школы. В августе 1954 он окончил курсы для старших офицеров.
После краткосрочной службы на посту старшего школьного инструктора в школе корпуса морской пехоты в Куантико Уилсон отправился в Корею где служил помощником начальника оперативного отдела (G-3) 1-й дивизии морской пехоты. В августе 1955 вместе с 1-й дивизией он вернулся в США и был назначен командиром 2-го батальона 5-го полка 1-й дивизии морской пехоты. В марте 1956 подполковник Уилсон был отправлен в штаб корпуса, где служил два года на должности главы оперативного отдела (G-3). Затем он вернулся в Куантико, где сначала был командиром учебно-пробного полка а позднее возглавил начальную школу.
В июне 1962 по окончании национального военного колледжа был назначен на пост координатора по объединённому планированию при заместителе начальника штаба корпуса по планированию и программам.
Уилсон был переведён в 1-ю дивизию морской пехоты и в августе 1965 отправился с ней во Вьетнам, сделав остановку в Окинаве. Он занимал пост помощника (G-3) начальника штаба дивизии, был награждён орденом «Легион почёта» и южновьетнамским крестом «за храбрость» с золотой звездой.
По возвращении в США полковник Уилсон принял командование над 6-м районом морской пехоты в г. Атланта, штат Джорджия. В ноябре 1966 он был повышен в звании до бригадного генерала и в январе 1967 получил назначение в штаб корпуса на пост помощника коменданта корпуса по юридическим вопросам, который занимал до июля 1968. Затем служил на посту начальника штаба тихоокеанских сил морской пехоты, удостоился второго ордена «Легион почёта».
В марте 1970 был произведён в генерал-майоры и принял командование над 1-м амфибийным отрядом 3-й дивизии морской пехоты на Окинаве, где получил третий орден «Легион почёта».
В апреле 1971 вернулся в Куантико где стал заместителем директора по образованию затем директором командования корпуса по развитию и образованию. В августе 1972 был повышен до генерал-лейтенанта и 1 сентября 1972 принял командование над тихоокеанскими морскими силами морской пехоты. За время службы на этом посту генерал Уилсон удостоился корейского ордена за заслуги в деле национальной обороны, медали Гук-сеон 2-го класса и стал командором филиппинского ордена «легион почёта» за свою службу для этих стран.
1 июля 1975 был произведён в полные генералы и принял пост коменданта корпуса. На этом посту он неоднократно подчёркивал необходимость модернизации корпуса после вьетнамской войны. Он настаивал на поддержании боеготовности, ответной реакции мобильности введением мобильных ударных экспедиционных частей, в каждой должна быть едина интегрированная система современной наземной и воздушной огневой мощи, тактическая мобильность и электронные средства противодействия. Генерал Уилсон стал первым комендантом корпуса, прослужившим полный срок в объединённом комитете начальников штабов.
Генерал Уилсон ушёл в отставку 30 июня 1979 и вернулся в свой дом в Миссисипи. За «исключительно выдающуюся службу» во время четырёхлетнего пребывания на посту коменданта и его вклад в качестве члена объединённого комитета начальников штабов он при выходе в отставку был награждён медалью «За выдающуюся службу» (с дубовым листом).
Умер 21 июня 2005 в своём доме в г. Бирмингем, штат Алабама. Согласно статье 1288 правил флота в день погребения Уилсона все корабли и базы департамента флота приспустили национальный флаг с момента смерти Уилсона до заката. 19 июля 2005 Уилсон был похоронен с полными военными почестями на Арлингтонском национальном кладбище. В честь Уилсона были названы бульвар и ворота на базе Кемп-леджен, штат Северная Каролина, холл Уилсона в здании штаба школы кандидатов в офицеры корпуса морской пехоты в Куантико. штат Виргиния

## Наградная запись к медали Почёта
Президент США с удовольствием вручает медаль Почёта 
капитану Луису Уилсону-младшему 
из корпуса морской пехоты США
за службу о которой рассказывается внижеследующей записи

За выдающуюся доблесть и отвагу, проявленную при выполнении с риском для жизни долга на службе командиром роты F 2-го батальона девятого полка третьей дивизии морской пехоты в бою с вражескими японскими силами на высоте Фонт, Гуам, Марианские острова 25 и 26 июля 1944. Получив приказ захватить часть высоты в своей зоне ответственности, капитан Уилсон пошёл в атаку в полдень, прошёл 300 ярдов по пересечённой открытой местности под ужасающим пулемётным и винтовочным обстрелом и успешно захватил цель. Незамедлительно приняв командование над другими дезорганизованными частями и техникой помимо своей роты и одного усиленного взвода он организовал ночную оборону под непрерывным вражеским огнём и несмотря на то что был трижды ранен в ходе пятичасового периода завершил расстановку своих людей и орудий перед тем как оставить командный пункт для получения медицинской помощи. Вскоре враг предпринял первую из серий яростных контратак, продлившихся всю ночь. Он добровольно присоединился к своим оказавшимся в осаде частям и неоднократно выходил под беспощадный град шрапнели и пуль. Один раз он пробежал пятьдесят ярдов по открытой местности, чтобы спасти раненого морского пехотинца, который беспомощно лежал позади линии фронта. Яростно сражаясь в рукопашных схватках, он возглавлял своих людей в ожесточённой битве которая длилась около десяти часов, цепко удерживая свои линии и отражая фанатично повторяющиеся контрудары до утра, когда ему удалось отразить последние усилия сильного нажима японцев. Затем, собрав отряд из 17 человек он немедля пошёл в наступление на стратегический склон важный для его позиции не взирая на интенсивный миномётный, пулемётный и винтовочный огонь, сразивший тринадцать его людей неуклонно двигался вперёд с остатками своего отряда чтобы захватить важную высоту. Благодаря своему неукротимому лидерству, дерзновенной боевой тактике и бестрепетной храбрости перед лицом превосходящего по численности противника капитану Уилсону удалось захватить и удержать стратегическую высоту в секторе его полка, что внесло существенный вклад в задачу полка и уничтожение 350 японских военных. Его вдохновляющее поведение в критические периоды этого решающего боя  ходе повысили и поддержали высочайшие традиции военно-морской службы США.  Оригинальный текст (англ.)
«The President of the United States takes pleasure in presenting the MEDAL OF HONOR to
CAPTAIN LOUIS H. WILSON, JR.
UNITED STATES MARINE CORPS
for service as set forth in the following CITATION:
For conspicuous gallantry and intrepidity at the risk of his life above and beyond the call of duty as Commanding Officer of Company F, Second Battalion, Ninth Marines, Third Marine Division, in action against enemy Japanese forces at Fonte Hill, Guam, Marianas Islands, 25 and July 26, 1944. Ordered to take that portion of the hill within his zone of action, Captain Wilson initiated his attack in midafternoon, pushed up the rugged, open terrain against terrific machine-gun and rifle fire for 300 yards and successfully captured the objective. Promptly assuming command of other disorganized units and motorized equipment in addition to his own company and one reinforcing platoon, he organized his night defenses in the face of continuous hostile fire and, although wounded three times during this five-hour period, completed his disposition of men and guns before retiring to the company command post for medical attention. Shortly thereafter, when the enemy launched the first of a series of savage counterattacks lasting all night, he voluntarily rejoined his besieged units and repeatedly exposed himself to the merciless hail of shrapnel and bullets, dashing fifty yards into the open on one occasion to rescue a wounded Marine lying helpless beyond the front lines. Fighting fiercely in hand-to-hand encounters, he led his men in furiously waged battle for approximately ten hours, tenaciously holding his line and repelling the fanatically renewed counterthrusts until he succeeded in crushing the last efforts of the hard-pressed Japanese early the following morning. Then, organizing a seventeen-man patrol, he immediately advanced upon a strategic slope essential to the security of his position and, boldly defying intense mortar, machine-gun and rifle fire which struck down thirteen of his men, drove relentlessly forward with the remnants of his patrol to seize the vital ground. By his indomitable leadership, daring combat tactics and dauntless valor in the face of overwhelming odds, Captain Wilson succeeded in capturing and holding the strategic high ground in his regimental sector, thereby contributing essentially to the success of his regimental mission and to the annihilation of 350 Japanese troops. His inspiring conduct throughout the critical periods of this decisive action enhanced and sustained the highest traditions of the United States Naval Service.
/S/ HARRY S. TRUMAN»

## Награды
| A light blue ribbon with five white five pointed stars · Бронзовый пучок дубовых листьев |                                                         |                                                                                      |  |
| Золотая звезда повторного награждения · Золотая звезда повторного награждения            |                                                         | Бронзовая звезда за службу                                                           |  |
|                                                                                          |                                                         | Бронзовая звезда за службу · Бронзовая звезда за службу · Бронзовая звезда за службу |  |
| Бронзовая звезда за службу                                                               | Бронзовая звезда за службу · Бронзовая звезда за службу |                                                                                      |  |
|                                                                                          |                                                         |                                                                                      |  |

| 1-й ряд | Медаль Почёта                                                   | Медаль Почёта                                                   | Медаль Почёта                                                   | Медаль Почёта                                               | Медаль Министерства обороны «За выдающуюся службу» с бронзовым дубовым листом | Медаль Министерства обороны «За выдающуюся службу» с бронзовым дубовым листом | Медаль Министерства обороны «За выдающуюся службу» с бронзовым дубовым листом | Медаль Министерства обороны «За выдающуюся службу» с бронзовым дубовым листом | Орден «Легион почёта» с литерой «V» и двумя звёздами повторного награждения | Орден «Легион почёта» с литерой «V» и двумя звёздами повторного награждения | Орден «Легион почёта» с литерой «V» и двумя звёздами повторного награждения | Орден «Легион почёта» с литерой «V» и двумя звёздами повторного награждения | Значок объединённого комитета начальника штабов |
| 2-й ряд | Пурпурное сердце c 2 двумя звёздами повторного награждения      | Пурпурное сердце c 2 двумя звёздами повторного награждения      | Пурпурное сердце c 2 двумя звёздами повторного награждения      | Похвальная медаль ВМС и Корпуса морской пехоты              | Похвальная медаль ВМС и Корпуса морской пехоты                                | Похвальная медаль ВМС и Корпуса морской пехоты                                | Президентская благодарность подразделению (ВМС) звездой за службу             | Президентская благодарность подразделению (ВМС) звездой за службу             | Президентская благодарность подразделению (ВМС) звездой за службу           | Военно-морская Похвальная благодарность армейской воинской части            | Военно-морская Похвальная благодарность армейской воинской части            | Военно-морская Похвальная благодарность армейской воинской части            | Значок объединённого комитета начальника штабов |
| 3-й ряд | Медаль «За защиту Америки»                                      | Медаль «За защиту Америки»                                      | Медаль «За защиту Америки»                                      | Медаль «За Американскую кампанию»                           | Медаль «За Американскую кампанию»                                             | Медаль «За Американскую кампанию»                                             | Медаль «За Азиатско-тихоокеанскую кампанию» с тремя звёздами за службу        | Медаль «За Азиатско-тихоокеанскую кампанию» с тремя звёздами за службу        | Медаль «За Азиатско-тихоокеанскую кампанию» с тремя звёздами за службу      | Медаль Победы во Второй мировой войне                                       | Медаль Победы во Второй мировой войне                                       | Медаль Победы во Второй мировой войне                                       | Значок объединённого комитета начальника штабов |
| 4-й ряд | Медаль за службу национальной обороне с одной звездой за службу | Медаль за службу национальной обороне с одной звездой за службу | Медаль за службу национальной обороне с одной звездой за службу | Медаль «За службу во Вьетнаме» c 2 двумя звёздами за службу | Медаль «За службу во Вьетнаме» c 2 двумя звёздами за службу                   | Медаль «За службу во Вьетнаме» c 2 двумя звёздами за службу                   | Офицер национального ордена Вьетнама                                          | Офицер национального ордена Вьетнама                                          | Офицер национального ордена Вьетнама                                        | Крест «За храбрость» (Южный Вьетнам) с пальмой и золотой звездой            | Крест «За храбрость» (Южный Вьетнам) с пальмой и золотой звездой            | Крест «За храбрость» (Южный Вьетнам) с пальмой и золотой звездой            | Значок объединённого комитета начальника штабов |
| 5-й ряд | Korean Order of National Security Merit, Gugseon Medal          | Korean Order of National Security Merit, Gugseon Medal          | Korean Order of National Security Merit, Gugseon Medal          | Орден «Легион почёта» (Филиппины), степень коммандера       | Орден «Легион почёта» (Филиппины), степень коммандера                         | Орден «Легион почёта» (Филиппины), степень коммандера                         | Крест «За храбрость» для подразделения, (Южный Вьетнам)                       | Крест «За храбрость» для подразделения, (Южный Вьетнам)                       | Крест «За храбрость» для подразделения, (Южный Вьетнам)                     | Медаль вьетнамской кампании со значком 1960, (Южный Вьетнам)                | Медаль вьетнамской кампании со значком 1960, (Южный Вьетнам)                | Медаль вьетнамской кампании со значком 1960, (Южный Вьетнам)                | Значок объединённого комитета начальника штабов |